# Marianna de Copons i d'Armengol
Marianna de Copons i d'Armengol (1687-1757) va ser una de les espies més famoses durant la Guerra de Successió Espanyola.

## Biografia
Era la filla petita de Ramon de Copons i Vilar, senyor del Llor i baró de Tossal, i de Josepa d'Armengol i Aimerich. Tenia dos germans: Josep i Caterina, que fou la segona esposa del seu cosí Josep Antoni de Mata i de Copons del Llor, que rebé el títol de comte de la Torre de Mata de mans de l'arxiduc Carles.
Segons Francesc Castellví i Obando, durant la Guerra de Successió, Marianna de Copons destacà pel seu paper com a espia on utilitzava els seus contactes personals amb els oficials borbònics per aconseguir informació que posteriorment passava al cap de l'espionatge austriacista Salvador Lleonart perquè arribés als defensors barcelonins. Entre les seves accions destaca el fet d'haver impedit una emboscada a Mataró el gener de 1714.
Després de la guerra, es va casar amb un oficial borbònic, Nicolás de Quirós, tinent del regiment d'infanteria de Guadalajara i visqué els seus darrers anys en una casa del carrer de Sant Domènec de Barcelona. Va morir a principis de maig del 1757 i a l'inventari post mortem només hi figuraven dues modestíssimes pensions que l'hi prestava el fill gran de la Caterina, Josep de Mata i Cordelles, senyor de la Torre de Mata i del Llor. En el seu testament, encarregà als seus marmessors la celebració de 225 misses pel repòs de la seva ànima al convent de Sant Francesc de Paula, i que tots els seus béns fossin venuts en encant públic.